# سوک اون-می
سوک اون-می (انگلیسی: Seok Eun-mi؛ زادهٔ ۲۵ دسامبر ۱۹۷۶) بازیکن تنیس روی میز زن اهل کره جنوبی است.
وی در مسابقات کشوری و بین‌المللی در مجموع برندهٔ ۱ مدال طلا، ۱ مدال نقره، ۳ مدال برنز شده‌است.